# Municipio de Allegheny (condado de Blair)
El municipio de Allegheny (en inglés: Allegheny Township) es un municipio ubicado en el condado de Blair en el estado estadounidense de Pensilvania. En el año 2000 tenía una población de 6.965 habitantes y una densidad poblacional de 91.3 personas por km².

## Geografía
El municipio de Allegheny se encuentra ubicado en las coordenadas 40°30′06″N 78°31′59″O / 40.50167, -78.53306.

## Demografía
Según la Oficina del Censo en 2000 los ingresos medios por hogar en la localidad eran de $31,962 y los ingresos medios por familia eran $36,599. Los hombres tenían unos ingresos medios de $30,581 frente a los $21,940 para las mujeres. La renta per cápita para la localidad era de $16,204. Alrededor del 9,0% de la población estaban por debajo del umbral de pobreza.